# 皇后盃全日本女子柔道選手権大会
皇后盃全日本女子柔道選手権大会（こうごうはいぜんにほんじょしじゅうどうせんしゅけんたいかい）は、毎年開催される女子柔道の無差別級日本一を決める大会。後援スポーツ庁、NHK、中日新聞東京本社（東京新聞・東京中日スポーツ）、上月財団他。

## 概要
オリンピック・世界選手権の開催年には体重の重い階級の代表選考会となる。毎年4月に開催。優勝者には皇后杯が贈られる。大会の模様はNHK総合テレビで中継されている。2014年の大会では史上初めて女性の審判のみで試合が行われた。2015年には畳の上の審判員15名のみならず、畳のそばで映像チェックするジュリー2名も全員女性が担当した。また、2015年には30回大会を記念して、今大会9連覇を達成した塚田真希を始めとした歴代優勝者全員が会場で紹介された
。2017年からは審判員15名のうち、男性を3名、女性を12名登用することに決まった。2018年から白線入り黒帯は使用されず、男子と同じ黒帯のみとなった。2019年現在、今大会を制した女子選手は11名いるが、全員がオリンピックや世界選手権などの世界大会でメダルを獲得している。
2020年の大会ではオリンピック代表の選考対象から外されることになった。また、従来は前回大会の決勝進出者や前年のオリンピック、世界選手権の各階級優勝者、最重量級のメダリストらが推薦で大会に出場できたが、今大会では大会の価値を維持するために、それらに加えてオリンピック各階級の代表及び補欠選手、さらにはグランドスラム・大阪2019の各階級優勝者にも出場資格が与えられることになった。
2020年の大会は新型コロナウイルスの影響により、4月に開催予定だった今大会を史上初めて延期することになった。その後、12月27日に講道館の大道場において無観客で実施されることに決まった。
2021年の大会は新型コロナウイルスの影響で地区予選の実施が困難となったために、通常の4月開催から前年同様12月25日に延期されることとなった。
日本人柔道家にはオリンピック柔道競技、世界柔道選手権大会と共に柔道三冠の1つとされている。

## ルール
- 国際柔道連盟試合審判規定に基づいて行う。
- 2016年までは試合時間は6分、同点の場合は延長は行わず旗判定を行っていた。
- 2017年は大会規定が一部変更され、旗判定を廃止しゴールデンスコア方式による時間無制限の延長戦を採用するとともに、試合時間を6分から5分に短縮した[13]。一方、2017年の国際柔道連盟試合審判規定で「有効」と「合わせ技一本」が廃止されたが[14]、本大会においてはこれらの規定は存続することになった[13]。しかし2024年大会から再び旗判定復活[15]。
- 2018年以降試合時間を4分に短縮[16]。2024年の大会から試合時間を5分、決勝のみ8分に変更した[15]。さらに指導4回で反則負けとなった。
- 2025年には相手の上衣を掴んでいる状態からの相手の帯より下へ触ること「脚掴み」が解禁となった。上衣掴みと脚掴みがほぼ同時の場合は指導のままとなった。ただし、外無双を使った背負落など直接的でない場合や補助的に掴む（触る）場合は反則とはならない。攻撃をされた受の者も脚掴みは許されることになった[17]。

## 過去の大会
| 開催年 | 開催日   | 会場               | 入賞者     | 入賞者     | 入賞者     | 入賞者     |
| 開催年 | 開催日   | 会場               | 優勝       | 準優勝     | 3位        | 3位        |
| ------ | -------- | ------------------ | ---------- | ---------- | ---------- | ---------- |
| 1986年 | 3月2日   | 愛知県体育館       | 八戸かおり | 松本宣子   | 佐々木光   | 田辺陽子   |
| 1987年 | 4月19日  | 愛知県体育館       | 田辺陽子   | 藤本涼子   | 佐々木光   | 小林貴子   |
| 1988年 | 4月17日  | 愛知県体育館       | 田辺陽子   | 佐々木光   | 小林貴子   | 坂上洋子   |
| 1989年 | 4月16日  | 愛知県体育館       | 田辺陽子   | 松尾徳子   | 阿武美和   | 佐々木光   |
| 1990年 | 4月22日  | 愛知県体育館       | 田辺陽子   | 小林貴子   | 鈴木香     | 五十嵐準子 |
| 1991年 | 4月14日  | 愛知県体育館       | 田辺陽子   | 藤本涼子   | 鈴木香     | 福場由里子 |
| 1992年 | 4月19日  | 愛知県体育館       | 田辺陽子   | 佐藤昭子   | 松尾徳子   | 鈴木香     |
| 1993年 | 4月18日  | 名古屋市総合体育館 | 阿武教子   | 鈴木香     | 浅田ゆかり | 坂上洋子   |
| 1994年 | 4月17日  | 愛知県武道館       | 阿武教子   | 鈴木香     | 福場由里子 | 増田仁子   |
| 1995年 | 4月16日  | 愛知県武道館       | 阿武教子   | 浅田ゆかり | 二宮美穂   | 福場由里子 |
| 1996年 | 4月14日  | 愛知県武道館       | 阿武教子   | 二宮美穂   | 天尾美貴   | 福場由里子 |
| 1997年 | 4月13日  | 愛知県武道館       | 二宮美穂   | 阿武教子   | 山下まゆみ | 天尾美貴   |
| 1998年 | 4月19日  | 愛知県武道館       | 二宮美穂   | 上野雅恵   | 山本恵     | 前田桂子   |
| 1999年 | 4月18日  | 愛知県武道館       | 阿武教子   | 上野雅恵   | 山本恵     | 前田桂子   |
| 2000年 | 4月23日  | 愛知県武道館       | 山下まゆみ | 古賀幸恵   | 中村友栄   | 栗原美幸   |
| 2001年 | 4月22日  | 愛知県武道館       | 薪谷翠     | 山下まゆみ | 上野雅恵   | 塚田真希   |
| 2002年 | 4月21日  | 愛知県武道館       | 塚田真希   | 薪谷翠     | 上野雅恵   | 江口啓     |
| 2003年 | 4月20日  | 愛知県武道館       | 塚田真希   | 近藤悦子   | 風戸晴子   | 森島直美   |
| 2004年 | 4月18日  | 愛知県武道館       | 塚田真希   | 薪谷翠     | 松崎みずほ | 江口啓     |
| 2005年 | 4月17日  | 愛知県武道館       | 塚田真希   | 薪谷翠     | 木屋好絵   | 中澤さえ   |
| 2006年 | 4月23日  | 東京武道館         | 塚田真希   | 立山真衣   | 杉本美香   | 堀江久美子 |
| 2007年 | 4月22日  | 東京武道館         | 塚田真希   | 堀江久美子 | 立山真衣   | 駒木奈緒美 |
| 2008年 | 4月20日  | 横浜文化体育館     | 塚田真希   | 薪谷翠     | 田知本愛   | 立山真衣   |
| 2009年 | 4月19日  | 横浜文化体育館     | 塚田真希   | 中澤さえ   | 杉本美香   | 今井優子   |
| 2010年 | 4月18日  | 横浜文化体育館     | 塚田真希   | 杉本美香   | 立山真衣   | 堀江久美子 |
| 2011年 | 4月17日  | 横浜文化体育館     | 杉本美香   | 萩原久美子 | 立山真衣   | 山部佳苗   |
| 2012年 | 4月15日  | 横浜文化体育館     | 山部佳苗   | 杉本美香   | 立山真衣   | 朝比奈沙羅 |
| 2013年 | 4月21日  | 横浜文化体育館     | 緒方亜香里 | 田知本愛   | 山部佳苗   | 白石のどか |
| 2014年 | 4月20日  | 横浜文化体育館     | 山部佳苗   | 田知本愛   | 市橋寿々華 | 岡村智美   |
| 2015年 | 4月19日  | 横浜文化体育館     | 田知本愛   | 山部佳苗   | 市橋寿々華 | 山本沙羅   |
| 2016年 | 4月17日  | 横浜文化体育館     | 山部佳苗   | 田知本愛   | 市橋寿々華 | 梅津志悠   |
| 2017年 | 4月16日  | 横浜文化体育館     | 朝比奈沙羅 | 田知本愛   | 緒方亜香里 | 高山莉加   |
| 2018年 | 4月22日  | 横浜文化体育館     | 素根輝     | 冨田若春   | 朝比奈沙羅 | 井上舞子   |
| 2019年 | 4月21日  | 横浜文化体育館     | 素根輝     | 朝比奈沙羅 | 稲森奈見   | 冨田若春   |
| 2020年 | 12月27日 | 講道館             | 冨田若春   | 橋本朱未   | 稲森奈見   | 桑形萌花   |
| 2021年 | 12月25日 | 講道館             | 田中志歩   | 児玉ひかる | 橋本朱未   | 寺田宇多菜 |
| 2022年 | 4月17日  | 横浜武道館         | 冨田若春   | 橋本朱未   | 児玉ひかる | 朝比奈沙羅 |
| 2023年 | 4月23日  | 横浜武道館         | 梅木真美   | 児玉ひかる | 池田紅     | 泉真生     |
| 2024年 | 4月21日  | 横浜武道館         | 瀨川麻優   | 児玉ひかる | 池田紅     | 梅津志悠   |
| 2025年 | 4月20日  | 横浜武道館         | 田中伶奈   | 白金未桜   | 石岡来望   | 西條里奈子 |

## 記録
|                | 氏名       | 回数等     | 年度        |
| -------------- | ---------- | ---------- | ----------- |
| 優勝回数       | 塚田真希   | 9回        | 2002-2010年 |
| 連続優勝記録   | 塚田真希   | 9連覇      | 2002-2010年 |
| 最年長優勝記録 | 塚田真希   | 28歳3ヶ月  | 2010年      |
| 最年少優勝記録 | 阿武教子   | 16歳11ヶ月 | 1993年      |
| 最軽量の覇者   | 八戸かおり | 61kg       | 1986年      |